# أوتو زاندر
أوتو زاندر (بالألمانية: Otto Sander)‏ (و. 1941 – 2013 م) هو ممثل، وممثل صوت من ألمانيا . ولد في هانوفر .
وهو عضو في Academy of Arts, Berlin .
توفي في برلين .بسبب سرطان المريء .

## جوائز
حصل على جوائز منها:
- Ernst Lubitsch award (1982)
- German Actor Award (1980)
- Deutscher Kritikerpreis (1979).

## روابط خارجية
- أوتو زاندر على موقع IMDb (الإنجليزية)
- أوتو زاندر على موقع روتن توميتوز (الإنجليزية)
- أوتو زاندر على موقع مونزينجر (الألمانية)
- أوتو زاندر على موقع قاعدة بيانات الأفلام العربية
- أوتو زاندر على موقع ألو سيني (الفرنسية)
- أوتو زاندر على موقع ميوزك برينز (الإنجليزية)
- أوتو زاندر على موقع تيرنر كلاسيك موفيز (الإنجليزية)
- أوتو زاندر على موقع أول موفي (الإنجليزية)
- أوتو زاندر على موقع قاعدة بيانات الأفلام السويدية (السويدية)
- أوتو زاندر على موقع ديسكوغز (الإنجليزية)